# Заверюха, Александр Харлампиевич
Алекса́ндр Харла́мпиевич Заверю́ха (30 апреля 1940, Ясногорский, Чкаловская область — 21 марта 2015) — российский государственный деятель, политик. Специалист в области мясного скотоводства, доктор сельскохозяйственных наук (1996), член-корреспондент РАСХН (1997), член-корреспондент РАН (2014), председатель «Партии возрождения села» (2011)

## Биография
Родился 30 апреля 1940 года в Новосергиевском районе Чкаловской области (Оренбургская область) в семье крестьян.
В 1958 году работал трактористом. С 1959 по 1962 год служил в Советской армии, был командиром танка.
В 1965 году — главный экономист совхоза, затем председатель колхоза «Комсомольский» в Новосергиевском районе Оренбургской области.
В 1967 году закончил Оренбургский сельскохозяйственный институт по специальности «учёный-агроном».
С 1979 года — заместитель начальника управления сельского хозяйства Оренбургского горисполкома.
В 1989 году был избран председателем Совета агропромышленных формирований области.
В 1990 году избран народным депутатом РСФСР от Соль-Илецкого территориального избирательного округа. Член Комиссии Верховного Совета России по социальному развитию села, аграрным вопросам и продовольствию, а также в Комиссии по вопросам депутатской этики.
В 1991 году назначен на пост генерального директора Всероссийского НИИ мясного скотоводства (Оренбург).
С 10 февраля 1993 года по 17 марта 1997 года — заместитель председателя Правительства РФ. Курировал Министерство сельского хозяйства.
В феврале 1993 года был назначен председателем Продовольственной комиссии правительства России.
12 декабря 1993 года был избран депутатом Государственной Думы Федерального Собрания Российской Федерации I созыва по списку Аграрной партии России.
С января по июнь 1996 года — и. о. министра сельского хозяйства РФ.
17 марта 1997 года отправлен в отставку с поста заместителя председателя Правительства в связи с его реорганизацией.
В апреле 1998 года — на довыборах избран депутатом Государственной Думы Федерального Собрания Российской Федерации II созыва от Камчатского одномандатного избирательного округа № 87, первоначально член депутатской группы «Российские регионы», затем член фракции «Наш дом — Россия». Был членом комитета Государственной Думы по аграрным вопросам.
С истечением срока полномочий депутата в 2000 году руководил фермерским хозяйством в Оренбургской области.
В мае 2011 году возглавил оргкомитет партии «Аграрии России», но министерство юстиции отказало партии в регистрации. 19 мая 2012 года на съезде оргкомитета была преобразована в «Партию возрождения села» председателем которой он был избран 18 января 2013 года партия официально была зарегистрирована Минюстом РФ.
Скоропостижно скончался 21 марта 2015 года в Оренбургской области. Отпевание состоялось 23 марта в Никольском кафедральном соборе. Похоронен на кладбище посёлка Пригородный (Оренбург).

## Награды
- Орден «За заслуги перед Отечеством» IV степени (11 апреля 2010)[10].
- Орден «Знак Почёта»[3].
- Благодарность Президента Российской Федерации (17 июля 1996) — за активное участие в организации и проведении выборной кампании Президента Российской Федерации в 1996 году[11].
- Благодарность Президента Российской Федерации (14 августа 1995) — за активное участие в подготовке и проведении празднования 50-летия Победы в Великой Отечественной войне 1941—1945 годов[12].

## Память
В 2024 году в Оренбурге на здании главного корпуса Оренбургского государственного аграрного университета открыли памятную доску посвящённую Александру Заверюхе.